# Oratorium Muzyczne

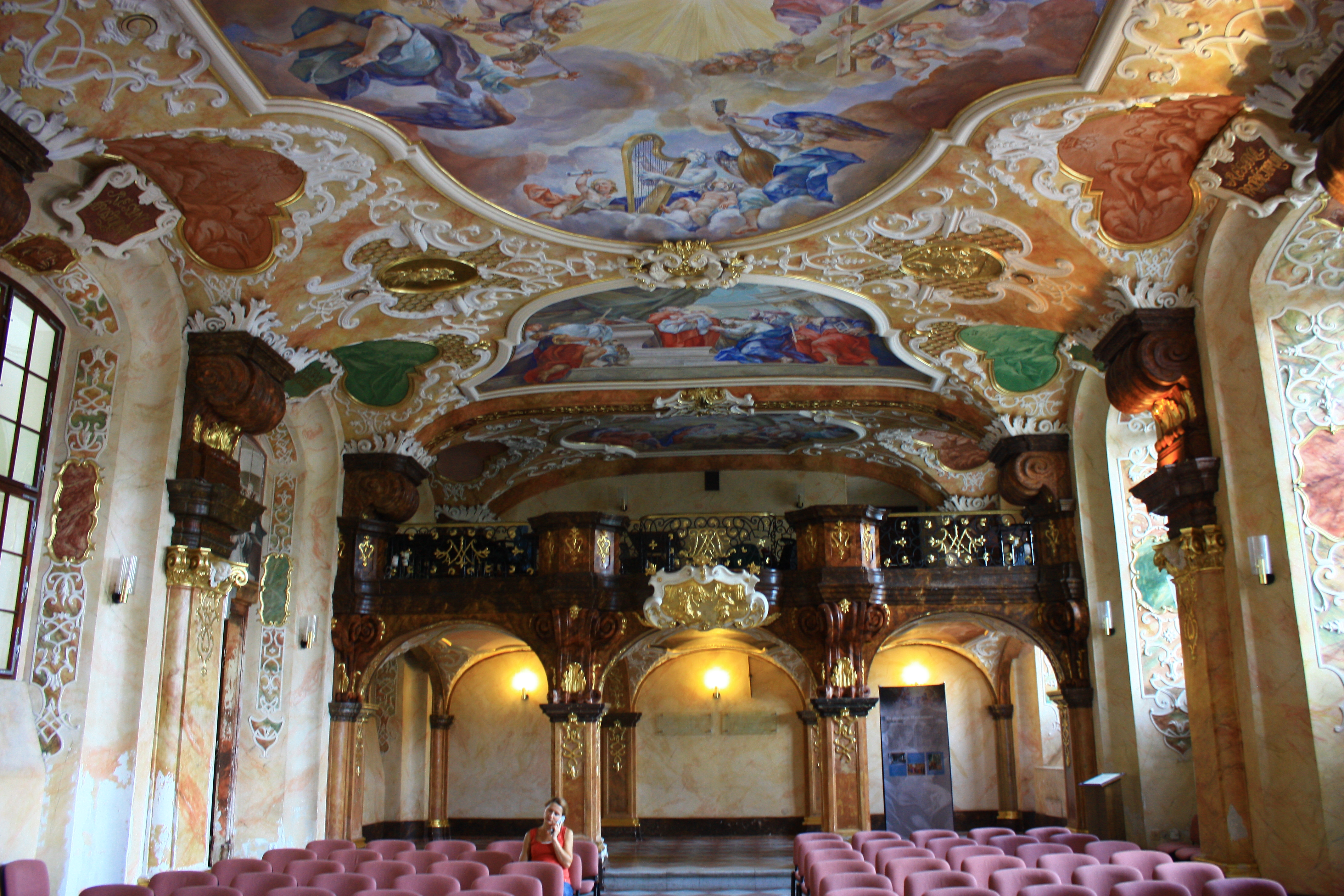
Balkon chóru w Oratorium Muzycznym

Oratorium Muzyczne (Oratorium Marianum, właściwa nazwa: Oratorium Maryjne Kongregacji Łacińskiej, czasami opisywane pod nazwą Sala Muzyczna) – barokowa aula w obrębie głównego gmachu Uniwersytetu Wrocławskiego.
Po przekształceniu wcześniejszej Akademii Jezuickiej w uniwersytet (1702), od 1728 rozpoczęła się budowa nowego gmachu uczelni. W jego obrębie zaplanowano kilka reprezentacyjnych sal, w tym Oratorium Muzyczne. Według pierwotnego projektu, oratorium miało zajmować całą szerokość budynku, jednak po zawaleniu się zachodnich filarów w trakcie budowy (sierpień 1731) salę znacznie zwężono. Głównym projektantem wystroju artystycznego oratorium był Johannes Petner, a po jego śmierci Joseph Frisch. Malowidła wykonał Johann Christoph Handke.
Dzięki znakomitej akustyce oratorium stało się jedną z głównych sal muzycznych Wrocławia. W XIX wieku koncertowali w niej Johannes Brahms, Ferenc Liszt, Niccolò Paganini, Anton Rubinstein, Klara Schumann i Henryk Wieniawski. W 1902 Hans Poelzig stworzył secesyjny prospekt organowy dla Oratorium (zniszczony w 1945). 
W czasie I wojny światowej oratorium było częścią lazaretu założonego w gmachu uniwersyteckim i dekoracje oraz malowidła uległy znacznym uszkodzeniom. Prace restauracyjne trwały do 1940. W trakcie oblężenia Wrocławia w 1945 oratorium zostało poważnie uszkodzone, zniszczeniu uległ m.in. strop sali. Odbudowa powojenna nie przywróciła dawnego wystroju i dopiero renowacja z przełomu XX i XXI wieku doprowadziła do odświeżenia i odtworzenia większości sztukaterii oraz części malowideł, a także przywrócenia koncertowej funkcji auli.
W oratorium znajdują się organy (pozytyw) Adama Honorato Caspariniego z 1718 r. (w większości oryginalne).
W 2013 zaczęto odtwarzać malowidła sali. Zadanie to finansuje Niemiecko-Polskie Towarzystwo Uniwersytetu Wrocławskiego, a wykonuje Christoph Wetzel.